# Reprezentacja Węgier na Mistrzostwach Świata w Narciarstwie Klasycznym 2009
Reprezentacja Węgier na Mistrzostwach Świata w Narciarstwie Klasycznym 2009 liczyła 6 sportowców. Najlepszym wynikiem było 69. miejsce (Zoltána Tagscherera) w sprincie mężczyzn.

## Medale

### Złote medale
Brak

### Srebrne medale
Brak

### Brązowe medale
Brak

## Wyniki

### Biegi narciarskie mężczyzn
Sprint
- Zoltán Tagscherer – 69. miejsce (odpadł w kwalifikacjach)
- Károly Gombos – 81. miejsce (odpadł w kwalifikacjach)
- Imre Tagscherer – 87. miejsce (odpadł w kwalifikacjach)
- Milan Szabo – 91. miejsce (odpadł w kwalifikacjach)

### Biegi narciarskie kobiet
Sprint
- Vera Viczian – 82. miejsce (odpadła w kwalifikacjach)
- Kitti Szoelloesi – 88. miejsce (odpadła w kwalifikacjach)